# Gabriel Humelberg
Gabriel Humelberg (ou Hummelberg), né à Ravensbourg, mort le 7 janvier 1544 à Isny im Allgäu, est un médecin, botaniste et humaniste allemand.

## Biographie
Gabriel Humelberg est un frère du prêtre catholique et humaniste Michael Hummelberger (1487-1527) qui était lui-même un ami proche de Beatus Rhenanus. 
Gabriel Humelberg est étudiant en 1507 à Paris, en 1512 à Montpellier, en 1515 à Bologne (dans un cursus médical). En 1518, il est médecin municipal de Feldkirch. Il s'y marie, et vers 1530 a deux fils et cinq filles. 
En 1525, il s'intitule artium et medicinæ doctor. Il crée à Feldkirch un jardin botanique composé de plantes alpestres. 
Déjà en 1525, il entretient une correspondance avec Beatus Rhenanus. En 1526, il l'informe de ses visites des bibliothèques de Coire, Mehrerau, Saint-Gall, et de son espoir de dénicher en Rhétie un manuscrit des Bella Germaniæ de Pline l'Ancien. 
Il incite son correspondant à publier la Grammaire grecque de son frère Michael, décédé en 1527, et prend part à l'élaboration des Rerum Germanicarum libri III de Beatus Rhenanus lui-même, publiés en 1531. Il recueille la correspondance entretenue par son frère avec plusieurs des humanistes les plus importants de l'époque (310 lettres, réunies dans le Cod. Monac. 4007, document très précieux pour l'histoire intellectuelle du début du XVIe siècle). 
En 1537, la préface de son édition du De herba betonica (d'après un manuscrit trouvé par Beatus Rhenanus à l'abbaye de Moyenmoutier, ou peut-être à celle de Masevaux) a été écrite à Isny im Allgäu.

## Publications
- Antonius Musa, De herba vetonica, et L. Apuleius, De medicaminibus herbarum, Zurich, 1537[1].
- Sextus Platonicus, De medicina animalium, bestiarium, pecorum et avium, Zurich, Froschauer, 1539.
- Quintus Serenus Sammonicus, De re medica sive morborum curationibus liber, Zurich, Froschauer, 1540.
- Apicius Cælius, De opsoniis et condimentis sive arte coquinaria libri X, Zurich, Froschauer, 1542[2].